# Dolloidraco
Dolloidraco is een monotypisch geslacht van straalvinnige vissen uit de familie van gebaarde ijskabeljauwen (Artedidraconidae).

## Soort
- Dolloidraco longedorsalis Roule, 1913